# Joseph Newhall Lincoln
Joseph Newhall Lincoln (* 6. November 1892 in Quincy (Massachusetts); † 8. August 1945 in Ann Arbor) war ein US-amerikanischer Romanist, Hispanist und Lusitanist.

## Leben und Werk
Lincoln studierte am Amherst College und an der Harvard University (Abschluss 1916). Von 1917 bis 1919 leistete er Kriegsdienst, ab 1918 in Frankreich. Dort studierte er anschließend in Clermont-Ferrand. 1919 ging er an die University of Michigan, bis 1923 als Instructor, ab 1927 als Assistant Professor, ab 1940 als Associate Professor.  Von 1923 bis 1927 war er an der Harvard University, sowie in Spanien und Frankreich. Er promovierte 1931 in Harvard mit der Arbeit La Leyenda de Yuçuf. An aljamiado text with transcription and study (Cambridge, Mass. 1930). 1942 fügte er seiner hispanistischen Lehre das Portugiesische hinzu.

## Weitere Werke
- Descriptive bibliography of Spanish studies for the use of graduate students, Ann Arbor 1938
- Guide to the bibliography and history of Hispano-American literature, Ann Arbor 1939
- Saint Ursula, the Infanta Isabel, and Lope de Vega, Ann Arbor 1947
- Charts of Brazilian literature, Ann Arbor 1947